# Soichiro Honda
Soichiro Honda, (n. 17 noiembrie 1906, d. 5 august 1991), a fost proprietarul companiei Honda.
Cei care l-au cunoscut l-au catalogat drept un om extraordinar. A fost un visător, un non-conformist și un inginer versat. A avut puterea de a visa într-o lume extrem de rigidă. Visurile sale l-au ajutat să inoveze și să aducă numele său pe buzele oamenilor din lumea întreagă. Honda Motor Company, compania pe care a înființat-o în 1948, mai întâi ca producător de motociclete, iar din 1963 și de automobile, este departe de a fi un colos de rangul General Motors, Ford sau Toyota, și totuși rămâne cea mai inovatoare companie constructor de automobile și motociclete din lume. Și aceasta doar pentru că Soichiro Honda a avut puterea de a visa.

## Biografie
- 1906 (17 noiembrie) - Se naște Soichiro Honda în satul Komyo (astăzi Tenryu), în apropierea orașului Hamamatsu, prefectura Shizuoka.
- 1922 - 1928 - Își începe ucenicia și totodată primii ani de lucru în atelierul rețelei de service Art Shokai.
- 1928 - 1937 - Cumpără și operează franciza Art Shokai pentru orașul Hamamatsu.
- 1937 - 1945 - Înființează și conduce compania "Tokai Seiki Corporation Ltd", un fabricant de pistoane.
- 1946 - 1948 - Înființează și conduce compania "Honda Gijutsu Kenkyujo" (Honda Techical Research Institute).
- 1948 (24 septembrie) - Înființează compania "Honda Motor Company Ltd", la conducerea căreia va rămâne până în octombrie 1973.
- 1974 - Devine membru al Consiliului Director al "Honda Motor Company Ltd" ca și Supreme Advisor (Consultant Suprem). În același an înființează "International Association of Traffic and Safety Sciences"
- 1977 - Înființează propria sa fundație de caritate.
- 1982 - Se retrage din Consiliul Director al "Honda Motor Company Ltd", dar rămâne mai departe Supreme Advisor.
- 1983 - Devine președintele Societății Japonezo-Belgiene.
- 1983 - 1988 - Este membru al Comisiei pentru Consultanță în cadrul Referendumului Economic și Prezidial din Japonia.
- 1987 - Este ales președinte al Comitetului Europalia în Japonia.
- 1991 (5 august) - La Clinica Universitară Juntendo din Tokyo încetează din viață Soichiro Honda la vârsta de 84 ani, lăsând în urma sa un concern internațional cu 88.000 de locuri de muncă (astăzi peste 131.500).

## Viața de familie
- Tatăl Gihei Honda (fierar și reparator) și mama Mika. Soichiro este cel mai în vârstă dintre cei cinci frați
- Se căsătorește cu Sachi, din această legătură luând naștere cei patru copii dintre care trei sunt încă în viață: fiicele Keiko (născută pe 7 octombrie 1936) și Chikako (născută pe 29 octombrie 1940) si fiul Hirotoshi (născut pe 12 aprilie 1942). Al doilea fiu a fost Katsuhisa (născut pe 2 septembrie 1948, decedat pe 4 martie 1973).

## Studii
- Facultatea Tehnică din Hamamatsu, dar fără examen terminal, devenind astfel primul om de știintă japonez care nu a deținut o diplomă universitară.

## Titluri onorifice
- Universitatea Sophia (Japonia) în 1973
- Universitatea Tehnică a Statului Michigan (Statele Unite ale Americii) în 1974
- Universitatea de Drept, Științe și Economie din Aix-Marseille (Franța) în 1980.
- Titlul onorific de doctor în științe intelectuale acordat de către Universitatea Statului Ohio (Statele Unite ale Americii).

### Alte titluri onorifice
- Medalia Benzii Albastre (Japonia) pentru dezvoltarea motoarelor de capacitate mică, în 1952
- Titlul Mercurio d´Oro (Italia) pentru contribuția sa la dezvoltarea industriei europene, în anul 1971
- Premiul cultural al Ministerului de Transporturi (Japonia) pentru sprijinirea industriei auto din Japonia, în anul 1973
- Premiul "Grande Ufficiale dell Ordine al Merito"(Italia) pentru sprijinirea relațiilor japonezo-italiene prin activități economice și organizarea de conferințe internaționale, în anul 1978
- Titlul de Comandant cu Ordinul Coroanei (Belgia) pentru contribuția sa la dezvoltarea industriei belgiene, în anul 1979
- Titlul de Cavaler Comandant cu Ordinul Regal al Stelei Polare (Suedia) pentru contribuția sa la dezvoltarea științelor și tehnologiilor dar și pentru sprijinul său în vederea relațiilor japonezo-suedeze, în anul 1980
- Titlul de Ofiter cu Ordin in Stiinte Intelectuale (Franța) pentru sprijinul relațiilor japonezo-franceze prin programul Discoveries, în anul 1980
- Medalia Holley a Societății Americane a Inginerilor Automobiliști din SUA pentru contribuția sa la dezvoltarea motoarelor de mică capacitate care au influențat transportul în comun mondial, în 1980
- Titlul Primordial al Comorilor Sfinte (Japonia) pentru dezvoltarea industriei automobilului, în 1981
- Titlul de Ofiter al Legiunii Onorifice (Franța), în 1984
- Primul constructor asiatic de automobile inclus în faimoasa "Automotive Hall of Fame" (SUA), în 1989
- Titlul Marii Cruci a Ordinului înmânat de către Regele Leopold II-lea al Belgiei în 1990, pentru contribuția sa la îmbunătățirea relațiilor culturale dintre cele două țări, în 1989
- Medalia de aur a FIA pentru meritele sale în cea mai înaltă categorie a sportului cu motor, Formula 1, în 1990, devenind astfel al doilea și ultimul constructor de automobile, alături de Enzo Ferrari, distins cu acest premiu
- Premiul MIC-Key (SUA) pentru contribuția sa la dezvoltarea industriei moto, în 1991.

## Membru în următoarele Asociații Profesionale
- 1949 - Membrul excepțional în comitetul japonez al "Asociației Inginerilor Automobiliști"
- 1972 - Membru de onoare al "Asociației Industriei Metalurgice" din SUA
- 1975 - Membru al senatului "Institutului Japonez pentru Invenție și Inovație"
- 1978 - Membru al "Academiei Antreprenorilor de Excepție" al Institutului Babsen College (SUA).

## Activități private în societate sau servicii publice
- 1967 - 1980 - Vicepreședinte al "Uniunii Constructorilor Auto Japonezi" - "JAMA".
- 1972 - Directorul Comitetului de Susținere al "Uniunii Tinerilor Cabanieri" din Tokyo
- 1978 - Membru al Consiliului de Administrație al "Inventatorilor Japonezi"
- 1979 - Vicepreședinte al Camerei Comerțului și Industriei din Japonia

## Citate
- "A învăța înseamnă a te corecta. A fi pregătit pentru aceasta înseamnă succes. Fără aceste două-viziuni și voință succesul nu este posibil."
- "Tehnica este a tuturor celor ce se ocupă de ea."
- "În spatele tutoror planurilor și întreprinderilor stau oameni, oameni cu dreptul la fantezie și gândire."
- "Singurele momente cu adevărat valoroase în viața unui om sunt acelea în care sufletul este atins."
- "Succesul apare din osteneală și reflexie."
- "Acțiunea fără filozofie este o armă mortală. Filozofia fără acțiune nu are sens."

```
   "Gândiți pentru voi înșivă și nu urmati pașii celorlalți."
   "Când rămâi fără vise viața nu mai are nici un sens. De aceea mă voi strădui până la moarte să ating un scop.
Trebuie să continui să îți urmezi visele."
```